# Izabela Matuła
Izabela Matuła (ur. 1980 w Nowej Dębie) – polska śpiewaczka operowa (sopran).
Dotychczas wykreowała ponad czterdzieści głównych ról, w licznych spektaklach premierowych i nowych produkcjach, na wielu scenach. Występowała w dziełach niemal trzydziestu kompozytorów, od barokowych począwszy, do współczesnych, śpiewając w siedmiu językach. Najczęściej w operach mistrzów włoskich Pucciniego i Verdiego, jak też: Leoncavalla, Mascagniego i Catalaniego, Wśród twórców austriackich i niemieckich kreowała bohaterki oper: Mozarta, J. Straussa (s.), R. Straussa, Wagnera. Posiada znaczący repertuar ról w dziełach słowiańskich, w tym rosyjskich: Czajkowskiego, Rubinsteina, Borodina; czeskich: Smetany, Dvořáka, Janáčka, Weinbergera; oraz polskich: Moniuszki, Pendereckiego, Statkowskigo, ale także francuskich: Berlioza, Gounoda, Bizeta, Offenbacha i anglojęzycznych: Brittena, Menottiego (rozdział: Repertuar/Partie operowe)

## Wykształcenie
Absolwentka Szkoły Muzycznej I st. w Mielcu, w klasie fortepianu oraz Państwowego Liceum Muzycznego w Krakowie. W 2008 roku uzyskała dyplom krakowskiej Akademii Muzycznej, Wydziału Dyrygentury, Kompozycji i Teorii Muzyki oraz Wydziału Wokalno-Aktorskiego w klasie Semena Shkurhana. Kształciła się również na kursach wokalnych i w klasach mistrzowskich Teresy Berganzy, Ileany Cotrubaș, Marii Fołtyn, Elisabeth von Magnus, Urszuli Trawińskiej-Moroz.

## Kariera
W 2008 roku debiutowała rolą Siostry Gabrieli w premierze Diabłów z Loudun Pendereckiego, przedstawieniu inaugurującym otwarcie nowej siedziby Opery Krakowskiej. W następnym roku wystąpiła jako Małgorzata w Fauście Gounoda, w swojej pierwszej w karierze głównej roli, za którą została wyróżniona Teatralną Nagrodą Muzyczną im. Jana Kiepury. Reprezentowała Polskę w konkursie „BBC Cardiff Singer of the World” w 2009 roku, gdzie znalazła się w grupie finalistów wyłonionych z ponad sześciuset śpiewaków z 68 krajów. Kolejny rok przyniósł następny krakowski debiut, rolę Micaëli w Carmen Bizeta. W 2012 roku w Operze Wrocławskiej jako Desdemona, otworzyła nową inscenizację Otella Verdiego w reżyserii Michała Znanieckiego. W 2013, na festiwalu „Solidarity of Arts” w Operze Bałtyckiej, debiutowała tytułową rolą w przedstawieniu Maria Statkowskiego.
Pierwszym zagranicznym debiutem śpiewaczki była rola Liù w Turandot Pucciniego w niemieckiej operze w Saarbrücken w 2010 roku. Na początku 2011 roku odbyła trzymiesięczną trasę koncertową po Stanach Zjednoczonych z dyrygentem Bogusławem Dawidowem i Filharmonią Opolską.
Wzięła udział w nagraniu płyty nominowanej do Fryderyka 2012, w kategorii Album roku opera, operetka, balet (Carl Maria von Weber – Euryanthe).
W latach 2012–2018 była solistką Teatru Krefeld-Mönchengladbach, gdzie wykreowała kilkanaście ról: Maria w Mazepie, Rosalinda w Zemście nietoperza, tytułowa Siostra Angelika, Lina w Stiffeliu, Hrabina w Weselu Figara, Donna Elvira w Don Giovannim, Antonia w Opowieściach Hofmanna, Ellen Orford w operze Peter Grimes, tytułowa Katia Kabanowa, Lola w Rycerskości Wieśniaczej, Elza w Lohengrinie, Magda Sorel w Konsulu, i w końcu Amelia w Balu Maskowym. Z zespołem tym trzykrotnie występowała na „Saaremaa Opera Festival” w Tallinnie.
W tym okresie prezentowała się też na wielu innych scenach; w Bergen (Lauretta w Gianni Schicchi), Bilbao (Mimì w Cyganerii), Detmold (Siostra Angelika), Palermo (Dorotka w Švandzie Dudak), Darmstadt (Małgorzata w Potępieniu Fausta), Bonn i Dortmundzie (Donna Elvira w Don Giovannim), Magdeburgu (Obca Księżna w Rusałce), a także Linzu gdzie zaśpiewała jedną ze swoich, jak się wyraziła, ukochanych ról – partię Tatjany w Eugeniuszu Oneginie.
Jedną z najczęściej wykonywanych kreacji jest Tosca, którą w latach 2016–2023 śpiewała w operach w Darmstadt, Bonn, Düsseldorfie-Duisburgu, Magdeburgu, Innsbrucku, Warszawie, a także na letnim festiwalu Grange Park Opera w West Horsley.
Drugą najczęściej śpiewaną partią jest Madame Butterfly, którą w sezonie 2018/2019 debiutowała w Mannheim, i w której w kolejnych latach pojawiała się wielokrotnie: w Brunszwiku (2021), Gdańsku (2021), Warszawie (2022, 2023), a jesienią 2023 debiutowała w Bayerische Staatsoper w Monachium.
Chociaż, jak sama mówiła, emocjonalnie najbardziej odpowiadają jej dzieła kompozytorów słowiańskich, jednak lepiej czuje się i brzmi w muzyce Verdiego, śpiewała zatem; Leonorę w Mocy przeznaczenia we Frankfurcie i w Warszawie, Amelię w Balu Maskowym w Krefeld i Tallinie, tytułową Luizę Miller w Wuppertal, Leonorę w Trubadurze w Mannheim i Linzu, tytułową Aidę w Kiel i Opolu, oraz Linę w Stiffeliu w Mönchengladbach.
Jednym z największych marzeń śpiewaczki, co zdradziła w wywiadzie dla Polskiego Radia, była rola Halki. Spełniło się to na deskach Teatru Wielkiego – Opery Narodowej w Warszawie, gdzie 11 lutego 2020 debiutowała w najbardziej oczekiwanej premierze sezonu, austriacko-polskiej produkcji Theater an der Wien i Teatru Wielkiego, w reżyserii Mariusza Trelińskiego. Wydarzenie, które było także pierwszym w historii wystawieniem Halki przez zagraniczny teatr, wzbudziło duże zainteresowanie i odbiło się szerokim echem w mediach, przynosząc śpiewaczce szereg bardzo pochlebnych recenzji, „najciekawsza, bardzo ekspresyjna jest Izabela Matuła”, „W postać Halki solistka włożyła tak dużą ekspresję, że nieomal samemu czuło się ból i dziką rozpacz zdradzonej kochanki. Finał był ogromnie poruszający”, „wokalną perłą jest występ Izabeli Matuły. Jej Halka jest przeszywająca do bólu, głos zniewalający i urzekający”. Triumf w Warszawie był jednocześnie ostatnim występem przed katastrofalną pandemią Covid-19, która wstrzymała na kilkanaście miesięcy światowe sceny. Solistka nie wystąpiła przez to w Demonie Rubinsteina w Norymberdze gdzie miała zaśpiewać rolę Tamary.
Początek roku 2021 przyniósł debiut w premierowym spektaklu Cardillaca Paula Hindemitha. Całe niemal lato spędziła w roli Madame Butterfly: najpierw w Operze Bałtyckiej, „na scenie królując niepodzielnie jako Cio-cio-san”, następnie na festiwalu Burgplatz Open Air w Brunszwiku. Jesienią udała się do Wiednia, aby debiutować w roli tytułowej Wally Alfreda Catalaniego, jak relacjonowano, „Theatre an der Wien dokonał prawdziwego odkrycia, obsadzając Wally, ponieważ Izabela Matuła stworzyła tę dumną, niezależną postać w sposób złożony aktorsko i wręcz idealny wokalnie. Sopran o ciemnej barwie łączy w sobie wszystkie cechy, jakich można oczekiwać od diwy weryzmu”. Premierowy spektakl, który został zarejestrowany i wydany na nośniku wideo oraz udostepniony przez kanały streamingowe, otrzymał nominację „Nagranie roku” serwisu MusicWeb International, nagrodę Gramophone Choice magazynu Gramophone oraz nagrodę „Wybór redaktorów” magazynu OperaNews.
W 2023 roku wystąpiła jako Leonora w premierowej obsadzie nowej produkcji Mocy przeznaczenia Verdiego, koprodukcji Teatru Wielkiego Opery Narodowej w Warszawie oraz nowojorskiej Metropolitan Opery, w reżyserii Mariusza Trelińskiego.

## Repertuar

### Partie operowe
| Rola                  | Tytuł                                   | Kompozytor           | Rok – miejsce |
| --------------------- | --------------------------------------- | -------------------- | --- |
| Halka                 | Halka                                   | Stanisław Moniuszko  | 2023 – Teatr Wielki – Opera Narodowa 2022 – Teatr Wielki – Opera Narodowa 2020 – Teatr Wielki – Opera Narodowa |
| Leonora               | Trubadur                                | Giuseppe Verdi       | 2020 – Landestheater Linz [I-IV 2020] 2020 – Nationaltheater Mannheim 2019 – Nationaltheater Mannheim |
| Aida                  | Aida                                    | Giuseppe Verdi       | 2019 – Theater Kiel2019 – Filharmonia Opolska (wersja koncertowa) |
| Leonora               | Moc przeznaczenia                       | Giuseppe Verdi       | 2023 – Teatr Wielki – Opera Narodowa 2020 – Oper Frankfurt [VI-VII 2020] |
| Luisa                 | Luisa Miller                            | Giuseppe Verdi       | 2019 – Opernhaus Wuppertal 2018 – Opernhaus Wuppertal |
| Amelia                | Bal Maskowy                             | Giuseppe Verdi       | 2017 – Saaremaa Opera Festival, Tallinn 2017 – Theater Krefeld |
| Lina                  | Stiffelio                               | Giuseppe Verdi       | 2013 – Theater Mönchengladbach |
| Desdemona             | Otello                                  | Giuseppe Verdi       | 2012 – Opera Wrocławska |
| Tosca                 | Tosca                                   | Giaccomo Puccini     | 2023 – Grange Park Opera w West Horsley 2023 – Teatr Wielki – Opera Narodowa 2022 – Deutsche Oper am Rhein, Duesseldorf 2022 – Tiroler Landestheater Innsbruck 2020 – Teatr Wielki – Opera Narodowa 2019 – Teatr Wielki – Opera Narodowa 2018 – Theater Magdeburg 2018 – Deutsche Oper am Rhein, Duesseldorf 2017 – Deutsche Oper am Rhein, Duesseldorf 2017 – Oper Bonn 2017 – Staatstheater Darmstadt 2016 – Staatstheater Darmstadt |
| Cio-cio-san           | Madama Butterfly                        | Giaccomo Puccini     | 2023 – Teatr Wielki – Opera Narodowa 2022 – Teatr Wielki – Opera Narodowa 2021 – Opera Bałtycka w Gdańsku 2021 – Festiwal „Burgplatz Open Air” w Brunszwiku 2019 – Nationaltheater Mannheim 2018 – Nationaltheater Mannheim |
| Angelica              | Siostra Angelica                        | Giaccomo Puccini     | 2013 – Theater Mönchengladbach |
| Liù                   | Turandot                                | Giaccomo Puccini     | 2010 – Saarländisches Staatstheater |
| Mimì                  | Cyganeria                               | Giaccomo Puccini     | 2013 – Palacio Euskalduna, Bilbao |
| Lauretta              | Gianni Schicchi                         | Giaccomo Puccini     | 2012 – Opera Bergen |
| Medea                 | Medea                                   | Luigi Cherubini      | 2024 – Teatr Wielki – Opera Narodowa |
| Wally                 | La Wally                                | Alfredo Catalani     | 2021 – Theate an der Wien |
| Lola                  | Rycerskość Wieśniacza                   | Pietro Mascagni      | 2017 – Theater Krefeld 2016 – Theater Krefeld |
| Nedda                 | Pajace                                  | Ruggero Leoncavallo  | [potrzebna informacja] |
| Tatiana               | Oniegin                                 | Piotr Czajkowski     | 2018 – Landestheater Linz |
| Maria                 | Mazepa                                  | Piotr Czajkowski     | 2012 – Theater Krefeld |
| Jolanta               | Jolanta                                 | Piotr Czajkowski     | [potrzebna informacja] |
| Tamara                | Demon                                   | Anton Rubinstein     | 2020 – Staatstheater Nürnberg [IV-V 2020][odwołane z powodu epidemii koronawirusa] |
| Jarosławna            | Kniaź Igor                              | Aleksandr Borodin    | [potrzebna informacja] |
| Salome                | Salome                                  | Richard Strauss      | 2023 – Staatstheater Mainz |
| Elza z Brabancji      | Lohengrin                               | Ryszard Wagner       | 2018 – Theater Mönchengladbach 2017 – Saaremaa Opera Festival, Tallinn 2017 – Theater Krefeld |
| Córka                 | Cardillac                               | Paul Hindemith       | 2021 – Teatr Wielki – Opera Narodowa |
| Donna Elvira          | Don Giovanni                            | Wolfgang A. Mozart   | 2019 – Oper Bonn 2017 – Theater Dortmund 2014 – Theater Krefeld |
| Hrabina Rozyna        | Wesele Figara                           | Wolfgang A. Mozart   | 2013 – Theater Krefeld |
| Rosalinda             | Zemsta Nietoperza                       | Joahann Strauss (s.) | 2014 – Theater Mönchengladbach 2013 – Theater Mönchengladbach |
| Milada                | Dalibor                                 | Bedřich Smetana      | 2019 – Oper Frankfurt |
| Obca Księżna          | Rusałka                                 | Antonín Dvořák       | 2017 – Theater Magdeburg |
| Katia                 | Katia Kabanowa                          | Leoš Janáček         | 2016 – Saaremaa Opera Festival, Tallinn 2016 – Theater Krefeld |
| Dorotka               | Švanda Dudak                            | Jaromír Weinberger   | 2014 – Teatro Massimo di Palermo |
| Magda Sorel           | Konsul                                  | Gian Carlo Menotti   | 2018 – Theater Krefeld 2017 – Theater Krefeld 2017 – Theater Mönchengladbach |
| Ellen Orford          | Peter Grimes                            | Benjamin Britten     | 2015 – Theater Krefeld |
| Micaëla               | Carmen                                  | Georges Bizet        | 2022 – Deutsche Oper am Rhein Duesseldorf 2010 – Opera Krakowska |
| Antonia               | Opowieści Hoffmanna                     | Jacques Offenbach    | 2014 – Theater Mönchengladbach |
| Małgorzata            | Potępienie Fausta                       | Hector Berlioz       | [potrzebna informacja] |
| Małgorzata            | Faust                                   | Charles Gounod       | 2009 – Opera Krakowska |
| Barbara Radziwiłłówna | Barbara Radziwiłłówna wersja koncertowa | Henryk Jarecki       | 2022 – Teatr Wielki – Opera Narodowa |
| Maria                 | Maria                                   | Roman Statkowski     | 2013 – Opera Bałtycka |
| Siostra Gabriela      | Diabły z Loudun                         | Krzysztof Penderecki | 2008 – Opera Krakowska |

### Repertuar koncertowy
[potrzebne przypisy]
| Kompozytor                  | Tytuł |
| --------------------------- | --- |
| Ludwig van Beethoven        | Missa Solemnis D-dur op. 123 IX Symfonia d-moll op. 125                                                                                         |
| Johannes Brahms             | Niemieckie Requiem op. 45 |
| Gabriel Fauré               | Requiem d-moll, Op. 48 |
| Henryk Mikołaj Górecki      | II Symfonia op. 31 „Kopernikowska” III Symfonia op. 36 „Symfonia pieśni żałosnych”                                                              |
| Witold Lutosławski          | Lacrimosa |
| Gustav Mahler               | II Symfonia c-moll „Zmartwychwstanie” IV Symfonia G-dur VIII Symfonia Es-dur „Symfonia tysiąca”                                                 |
| Felix Mendelssohn-Bartholdy | Paulus (św. Paweł) op. 36 Elias (Eliasz) op. 70                                                                                                 |
| Wolfgang A. Mozart          | Msza C-dur (KV 317) „Koronacyjna” Requiem d-moll (KV 626)                                                                                       |
| Krzysztof Penderecki        | Credo Polskie Requiem Siedem bram Jerozolimy VIII Symfonia „Lieder der Vergänglichkeit” (pieśni przemijania) Kadysz Powiało na mnie morze snów  |
| Giovanni B. Pergolesi       | Stabat Mater |
| Gioacchino Rossini          | Petite Messe Solennelle (Mała Msza Uroczysta)                                                                                                   |
| Dmitrij Szostakowicz        | XIV Symfonia, op. 135 na sopran, bas i orkiestrę smyczkową                                                                                      |
| Karol Szymanowski           | Stabat Mater op. 53 Litania do Marii Panny III Symfonia „Pieśń o nocy”                                                                          |
| Giuseppe Verdi              | Requiem |
| Alban Berg                  | Siedem wczesnych pieśni (7 frühe Lieder) |
| Antonín Dvořák              | Cigánské melodie op. 5 |
| Maurice Ravel               | Szeherezada (Shéhérazade) |
| Dmitrij Szostakowicz        | Siedem wierszy Aleksandra Błoka op. 127 |
| Robert Schumann             | Miłość i życie kobiety (Frauen-Liebe und Leben) op. 42 Wiersze królowej Marii Stuart (Gedichte der Maria Stuart) op. 135                        |
| Richard Strauss             | Cztery ostatnie pieśni (Vier letzte Lieder) |
| Karol Szymanowski           | Sześć pieśni op.2 Trzy fragmenty z poematów Jana Kasprowicza op.5 Pieśni muezina szalonego op.42 Słopiewnie op. 46bis Pieśni kurpiowskie op. 58 |
| Heitor Villa-Lobos          | Bachianas brasileiras |
| Ryszard Wagner              | Wesendonck Lieder |

## Nagrody
2010 – Teatralna Nagroda Muzyczna im. Jana Kiepury w kategorii najlepszy debiut śpiewaczki
2010 – Międzynarodowy Konkurs Muzyczny Wilhelma Stenhammara w Norrköping – III nagroda
2009 – Finał konkursu śpiewaczego „BBC Cardiff Singer of the World 2009”
2009 – XIII Międzynarodowy Konkurs Wokalny im. Ady Sari w Nowym Sączu – II nagroda
2009 – Konkurs Oper Schloss Laubach – I nagroda
2007 – IX Międzyuczelniany Konkurs Wokalny W kręgu słowiańskiej muzyki wokalnej (Akademia Muzyczna w Katowicach) – I nagroda
2007 – Konkurs YAMAHA Scholarship Award (Akademia Muzyczna w Katowicach) – I nagroda
2005 – Grand Prix na Międzynarodowym Konkursie Operowym Oper Oder-Spree na zamku w Beeskow